# Bruno Sivilotti
Bruno Sivilotti Pidutti (* 26. August 1936 in Ragogna; † 27. Januar 1982 in Madrid) war ein italienisch-argentinischer Radrennfahrer.

## Sportliche Laufbahn
Sivilotti war im Bahnradsport und im Straßenradsport aktiv. Er wuchs in Buenos Aires auf und nahm neben der italienischen auch die argentinische Staatsbürgerschaft an. Von 1956 bis 1969 war er Berufsfahrer. Sein bedeutendster Erfolg war der Gewinn der 1. Etappe der Vuelta a España 1966. 
Weitere Etappensiege holte er 1963, 1964 (dreifach), 1965, 1966, 1967 und 1968 in der Volta a la Comunitat Valenciana sowie 1964 und 1966 in der Vuelta a Andalucía und 1966 in der Vuelta a La Rioja. 1969 siegte er im Eintagesrennen Apertura CC La Nación Mercedes. Im Rennen Prova Ciclistica 9 de Julho 1956 in Brasilien wurde er hinter Antonio Alba Zweiter. In der Vuelta a España 1966 und 1968 war er ausgeschieden.
Auf der Bahn gewann Sivilotti drei Sechstagerennen: 1956 in Rio de Janeiro mit Severino Rigoni, 1956 in Buenos Aires mit Héctor Acosta und 1957 in São Paulo mit Severino Rigoni.